# Liste des sites mégalithiques du Highland
Cette liste non exhaustive recense les principaux sites mégalithiques du Highland.

## Cartographie
Localisation des principaux sites mégalithiques du Highland
| : Complexes mégalithiques · : Alignements, henges, cromlechs · : Dolmens, menhirs, tumulus, cairns · |

## Liste
| Site                     | Type       | Notes                                 | Coordonnées                 | Image |
| ------------------------ | ---------- | ------------------------------------- | --------------------------- | ----- |
| Hill o' Many Stanes (en) | Alignement | ensemble d'environ 200 pierres levées | 58° 19′ 42″ N, 3° 12′ 20″ O |       |